# Maximino Martínez Miranda
Maximino Martínez Miranda (ur. 29 maja 1951 w Palos Altos) – meksykański duchowny rzymskokatolicki, od 2017 biskup pomocniczy Toluca.

## Życiorys
Święcenia kapłańskie otrzymał 21 września 1979 i został inkardynowany do diecezji Toluca. W 1984 został prezbiterem nowo powstałej diecezji Atlacomulco. Pracował przede wszystkim jako duszpasterz parafialny, był także m.in. redaktorem naczelnym pisma Ad gentes y sembradores (1993-1996) oraz wikariuszem generalnym diecezji Atlacomulco (2000-2006).
7 lipca 2006 został mianowany biskupem Ciudad Altamirano, zaś 31 sierpnia 2006 otrzymał z rąk abp. Giuseppe Bertello święcenia biskupie. 28 października 2017 otrzymał nominację na biskupa pomocniczego diecezji Toluca oraz biskupa tytularnego Lugury.